# Claude Pepper
Claude Denson Pepper, född 8 september 1900 i Chambers County, Alabama, död 30 maj 1989 i Washington, D.C., var en amerikansk demokratisk politiker. Han representerade delstaten Florida i båda kamrarna av USA:s kongress, först i senaten 1936-1951 och sedan i representanthuset från 3 januari 1963 fram till sin död.

## Biografi
Pepper avlade 1921 grundexamen vid University of Alabama. Han avlade sedan 1924 juristexamen vid Harvard Law School. Han undervisade juridik vid University of Arkansas 1924-1925 och arbetade därefter som advokat i Florida.
Senator Duncan U. Fletcher avled 1936 i ämbetet och William Luther Hill blev utnämnd till senaten fram till fyllnadsvalet senare samma år. Pepper vann fyllnadsvalet och efterträdde Hill som senator i november 1936. Pepper var en stark anhängare av Franklin D. Roosevelt och stod fackföreningsrörelsen nära. Han var emot att demokraterna nominerade Harry S. Truman till omval i presidentvalet i USA 1948 men stödde sedan Truman i själva presidentvalet om än utan större entusiasm. Pepper förlorade i demokraternas primärval inför senatsvalet 1950 mot kongressledamoten George Smathers.
Pepper utmanade utan framgång sittande senatorn Spessard Holland i demokraternas primärval inför senatsvalet 1958. Han blev sedan 1962 invald i representanthuset. Han omvaldes tretton gånger. Han avled i ämbetet och efterträddes av republikanen Ileana Ros-Lehtinen.
Pepper var baptist och frimurare. Hans grav finns på Oakland Cemetery i Tallahassee.